# Friedrich Wilhelm Pixis
Friedrich Wilhelm Pixis někdy uváděn také počeštěně jako Bedřich Vilém Pixis (12. března 1785, Mannheim - 20. října 1842, Praha) byl německý houslista, skladatel a hudební režisér působící v Praze.

## Život
Pixiho otec Friedrich Wilhelm Pixis starší (1755–1805) byl učitel hudby a varhaník v Mannheimu. Jeho mladší bratr Johann Peter Pixis byl klavírista. Prvními učiteli hudby malého Fridricha Wilhelma byli jeho otec a poté Heinrich Ritter a Ignaz Fränzl. Jeho učitelem v Mannheimu byl rovněž vynikající pedagog Antonín Stamic, k jehož žákům patřili také např. Rodolphe Kreutzer.
Po několika letech učení hře na housle vystoupil na veřejnosti. Od roku 1796 jezdil otec s oběma syny na koncertní turné po Německu, Dánsku, Rusku a Polsku.
Od března do května 1798 bratři několikrát koncertovali v Hamburku. Pravděpodobně v této době se o mladém houslistovi dozvěděl Giovanni Battista Viotti. Od března toho roku pobýval Viotti v exilu v Hamburku a Schenefeldu (poblíž Pinnebergu). Friedrich Wilhelm Pixis ho se svým otcem navštívili v Schenefeldu, kde strávlil celé léto 1798, během něhož dostával bezplatné od Viottiho lekce hudby. 6. října toho roku měli bratři další koncert ve francouzském divadle v Hamburku a v letech 1801–1802 podnikli koncertní cestu po Polsku a Rusku.
V letech 1804–1806 byl Friedrich Wilhelm Pixis houslistou v dvorním orchestru v Mannheimu. Poté se Friedrich Wilhelm a Johann Peter s otcem přestěhovali do Vídně a na podzim roku 1805 začali synové studovat skladbu u Johanna Georga Albrechtsbergera.

### V Praze

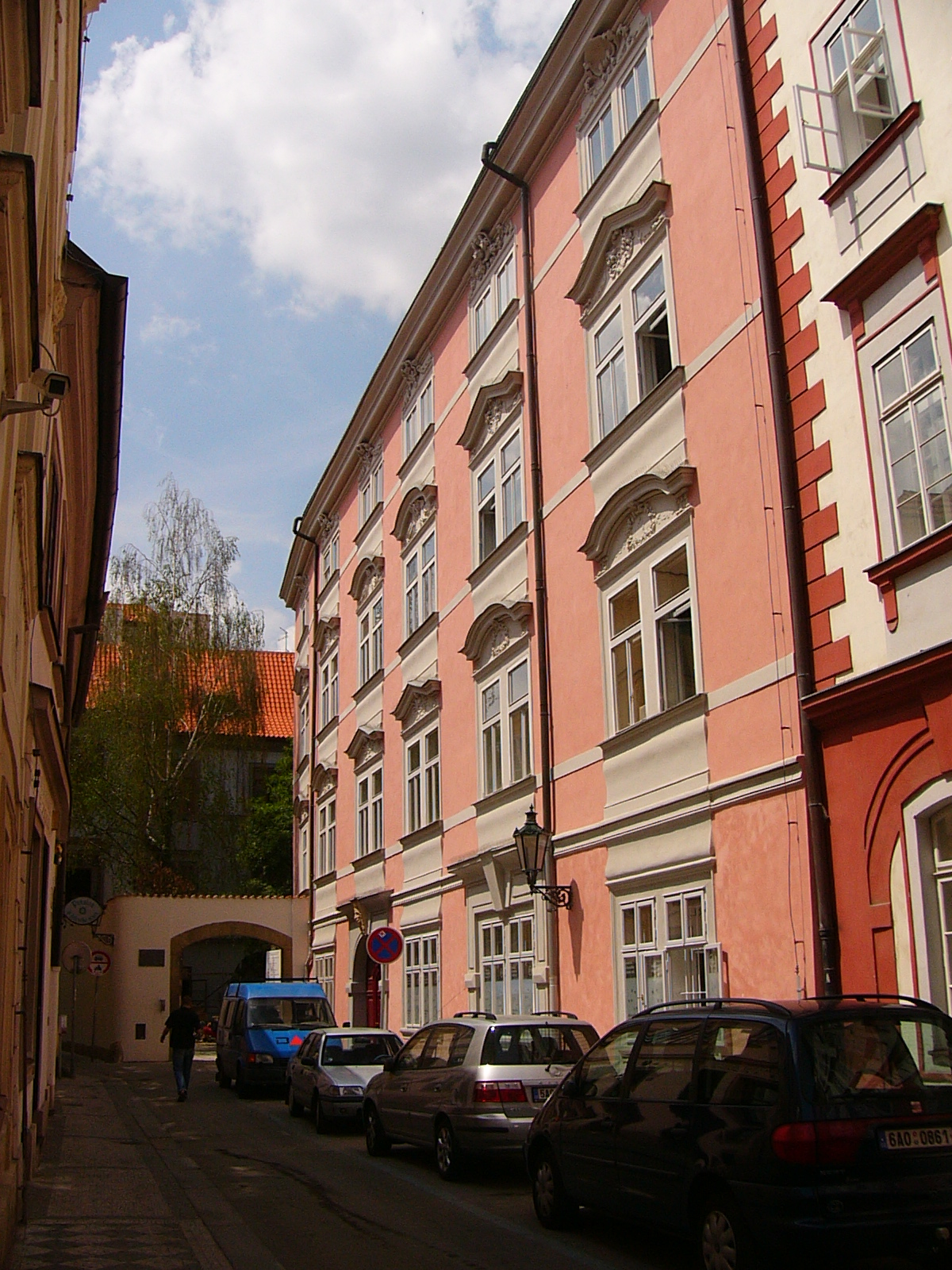
Pražský palác Kokořovských na Starém Městě, bydliště Friedricha Wilhelma Pixise

V letech 1805–1807 oba bratři koncertovali opakovaně v Praze, Karlových Varech a v říjnu 1807 také v lipském Gewandhausu.
Po ukončení koncertní činnost se Friedrich Wilhelm stal koncertním mistrem orchestru pražského divadla, které v té době procházelo reorganizací. Od roku 1810 až do své smrti v roce 1842 bydlel v pražském paláci Kokořovských v Řetězové ulici na Starém Městě. Zde ho v srpnu 1829 navštívil např. Fryderyk Chopin, s nímž se tu setkal violoncellový virtuos Julius Klengel.
Angažoval se při organizaci pražského hudebního života a silně ovlivňoval dění ve městě. Pořádal pravidelné komorní koncerty ve spolupráci s hrabětem Albertem z Nostic. Založil a vedl smyčcové kvarteto, s nímž pořádal kvartetní večery, současníky označované za největší hudební událost. Pořádal také hudební akademie, na kterých uváděl své houslové skladby.
V roce 1811 Pixis přijal místo prvního profesora hry na housle na nově založené Pražské konzervatoři. převzal vedení Hudební jednoty (Tonkünstlergesellschaft). Kromě toho je Pixis považován za zakladatele pražské houslové školy. Mezi jeho studenty patřil jeho syn Theodor Pixis, který však zemřel v mládí. Dále Raimund Dreyschock, Moritz Mildner, Jan Václav Kalivoda, Jan Král či Carl Ferdinand Füchs, jeho nejvýznamnějším žákem byl ovšem Josef Slavík.
Friedrich Wilhelm Pixis zemřel v Praze dne 20. října 1842.

### Manželství a rodina
Friedrich Wilhelm Pixis byl dvakrát ženatý. Starší dcera Anna z jeho prvního manželství byla úspěšnou klavíristkou v Praze.
Syn Theodor Pixis byl nadaným houslistou, zemřel však v mládí.

## Dílo
Jako skladatel působil pouze v menší míře. Z jeho tvorby se dochovalo jen málo skladeb:
- Concertino pro housle a orchestr D dur
- několik koncertů
- předehra
- variace
- smyčcový kvartet op.1 D dur
- jedna sonáta